# Deux Mélodies hébraïques
Pour les articles homonymes, voir Deux mélodies.
Les Deux mélodies hébraïques sont des mélodies pour voix et piano de Maurice Ravel composées en 1914 d'après des chants traditionnels hébraïques.

## Présentation
Dans la lignée des Cinq mélodies populaires grecques, les Deux mélodies hébraïques sont composées d'après des chants traditionnels (paroles et mélodie), en 1914.
La partition est créée le 3 juin 1914 par la commanditaire et dédicataire Alvina Alvi avec le compositeur au piano, lors d'un concert de la Société musicale indépendante, salle Malakoff.
En 1919-1920, Ravel en réalise une orchestration, qui est créée le 17 avril 1920 avec Madeleine Grey et les Concerts Pasdeloup au Cirque d'hiver, sous la direction de Rhené-Baton.  
Dans leur version chant et piano, les Deux mélodies sont également interprétées le 15 mai de la même année par Ninon Vallin et Marcel Chadeigne à la Société nationale de musique, salle du Conservatoire.  
L’œuvre est publiée en 1915 par Durand.  

## Structure
Le cahier comprend deux mouvements :
1. Kaddisch — Lent, à 
 ; longue pièce en langue araméenne
2. L'énigme éternelle — Tranquillo, à 
 ; courte pièce en langue yiddish

La durée moyenne d'exécution intégrale est de six minutes environ.

## Analyse
Vladimir Jankélévitch juge les mélodies « magnifiques ». Comme le souligne Marie-Claire Beltrando-Patier, Ravel réussit à dépeindre « en quelques mesures une atmosphère qui caractérise à merveille un climat ou un lieu ».
La première mélodie est un « fervent Kaddisch, prière des morts, qui déroule, en do mineur, sa cantilène pathétique sur une pédale de sol ».
La deuxième mélodie, L'énigme éternelle, « détraquée, anxieuse et un peu cynique [...] boite de toutes ses dissonances (la  et ré  en mi mineur) et oppose au hiératisme biblique la plébéienne gaucherie de son jargon yiddish... ».
Dans le catalogue des œuvres de Ravel établi par Marcel Marnat, l’œuvre porte le numéro A 22.

## Discographie

### Version avec piano
- Ravel : Complete Songs for Voice and Piano, CD 1, par Laurent Naouri (baryton) et David Abramovitz (piano), Naxos 8.554176-77, 2003.
- Ravel : Mélodies, CD, par Nora Gubisch, mezzo-soprano, et Alain Altinoglu, piano, Naïve (V5304), 2012.
- Ravel : Complete Mélodies, CD 2, par Christian Immler (baryton) et Filippo Farinelli (piano), Brilliant Classics 94743, 2015.
- Maurice Ravel : The Complete Works, CD 13, par José van Dam (basse) et Dalton Baldwin (piano), Warner Classics 0190295283261, 2020.

### Version avec orchestre
- Maurice Ravel : The Complete Works, CD 13, par Gérard Souzay (baryton), l'Orchestre de la Société des concerts du Conservatoire, André Vandernoot (dir.), Warner Classics 0190295283261, 2020.

### Ouvrages généraux
- Marie-Claire Beltrando-Patier, « Maurice Ravel », dans Brigitte François-Sappey et Gilles Cantagrel (dir.), Guide de la mélodie et du lied, Paris, Fayard, coll. « Les Indispensables de la musique », 1994, 916 p. (ISBN 2-213-59210-1), p. 522-534.
- Michel Duchesneau, L'Avant-garde musicale et ses sociétés à Paris de 1871 à 1939, Paris, Éditions Mardaga, 1997, 352 p. (ISBN 2-87009-634-8).

### Monographies
- Christian Goubault, Maurice Ravel : le jardin féerique, Paris, Minerve, 2004, 357 p. (ISBN 2-86931-109-5, BNF 39264179).
- Vladimir Jankélévitch (préf. Alexandre Tharaud), Ravel, Paris, Seuil, coll. « Points », 2018 (1re éd. 1956) (ISBN 978-2-7578-7445-5).
- Marcel Marnat, Maurice Ravel, Paris, Fayard, coll. « Indispensables de la musique », 1986, 828 p. (ISBN 2-213-01685-2, BNF 43135722).
- Bénédicte Palaux Simonnet, Maurice Ravel, Paris, Bleu Nuit éditeur, 2019, 176 p. (ISBN 978-2-35884-085-9).

### Écrits
- Maurice Ravel. L’intégrale : Correspondance (1895-1937), écrits et entretiens, édition établie, présentée et annotée par Manuel Cornejo, Paris, Le Passeur Éditeur, 2018, 1776 p.  (ISBN 978-2368905777).